# Vesikuläre Schweinekrankheit
Die Vesikuläre Schweinekrankheit (VSK, Syn. Bläschenkrankheit des Schweines, Morbus vesicularis suum) ist eine Viruskrankheit der Schweine. Empfänglich sind neben Schweinen auch der Mensch, so dass die Erkrankung als Zoonose einzustufen ist. Bei Schweinen äußert sie sich unter Bläschenbildung an Kopf und Klauen, beim Menschen kann es eine aseptische Meningitis auslösen. 
Die Vesikuläre Schweinekrankheit ist eine anzeigepflichtige Tierseuche. Die Erkrankung wurde erstmals 1966 in Italien beobachtet und trat seitdem in mehreren Ländern Europas und Asiens auf. Die letzten Ausbrüche in Europa waren 1998 sowie 2000 in Italien. In Deutschland ist die Erkrankung letztmals 1985 aufgetreten.

## Erreger und Pathogenese
Der Erreger ist das Swine vesicular disease virus (SVDV) (Gattung Enterovirus, Familie Picornaviridae), der aufgrund von Unterschieden in den Antigenen in verschiedene Stämme unterteilt wird. Das SVDV ist eng mit dem humanen Coxsackie B-5 Virus verwandt. Es ist wahrscheinlich daraus durch Punktmutation hervorgegangen. Das Virus ist 30 bis 32 nm groß und sein Genom besteht aus einer einzelsträngigen RNA.
Das Virus ist außerordentlich stabil, es verträgt einem pH-Bereich von 2 bis 12,5. In Exkrementen kann das Virus über 140 Tage infektiös bleiben. Salzen, Räuchern, Tiefgefrieren und Pökeln inaktivieren das Virus nicht. Bei einer Temperatur oberhalb 60 Grad Celsius wird es jedoch schnell inaktiviert.
Die Übertragung erfolgt durch direkten Kontakt mit dem Virus. Verschiedene Ausbrüche sind durch Verfütterung ungenügend erhitzter Küchenabfälle mit Schweinefleisch aufgetreten.
Nach der Infektion kommt es lokalen Vermehrung des Virus an der Eintrittspforte und den regionären Lymphknoten. Die sich anschließende erste Virämie verläuft klinisch unauffällig und führt zu einer weiteren Besiedlung innerer Organe. Anschließend erfolgt eine zweite virämische Phase, nach der Viren in allen Organen nachgewiesen werden können. Mit der Bildung neutralisierender Antikörper nimmt die Anzahl der Viren ab dem 5. Tag nach der Infektion wieder ab und die Krankheit heilt für gewöhnlich in drei Wochen ab.

## Klinisches Bild
Die Inkubationszeit beträgt 2 bis 7 Tage. Die ersten klinischen Anzeichen sind Fressunlust, Lahmheiten und Fieber. Anschließend bilden sich Bläschen (Aphthen) an Klauen, Rüsselscheibe, Zunge und Zitzen. Gelegentlich zeigen sich, vor allem bei experimentell infizierten Tieren, zentralnervöse Symptome (Ruder- und Zwangsbewegungen, Sensibilitätsstörungen).
Bei Saugferkeln treten infolge der starken Abnahme der Milchleistung bei erkrankten Sauen hohe Verluste auf.

## Diagnose
Die Erkrankung ist bei Schweinen klinisch nicht von der Maul- und Klauenseuche, Stomatitis vesicularis und dem vesikulären Exanthem zu unterscheiden.
Das Virus kann aus Bläschenflüssigkeit, Haut und Schleimhaut, Blut und Serum isoliert und in Schweinenieren-Zellkulturen angezüchtet werden, welche zytopathische Veränderungen zeigen. Mittels ELISA lässt sich virales Antigen in Material der Bläschen nachweisen.

## Bekämpfung
Die Tierseuche ist anzeigepflichtig. Die Bekämpfung der vesikulären Schweinekrankheit richtet sich nach den tierseuchenrechtlichen Bestimmungen und wird von den Veterinärbehörden veranlasst. In den meisten europäischen Ländern werden Seuchenherde quarantänisiert und die betroffenen Bestände getötet. Ein Impfstoff steht nicht zur Verfügung.